# جانی هانتلی
جانی هانتلی (انگلیسی: Joni Huntley؛ زادهٔ august ۴, ۱۹۵۶ (۶۸ سال)) ورزشکار دو و میدانی اهل ایالات متحده آمریکا است.
وی در مسابقات کشوری و بین‌المللی در مجموع برندهٔ ۱ مدال طلا، ۲ مدال برنز شده‌است.